# Nam Trường
Nam Trường (chữ Hán phồn thể: 南長區, giản thể: 南长区, âm Hán Việt: Nam Trường khu) là một quận cũ thuộc địa cấp thị Vô Tích, tỉnh Giang Tô, Cộng hòa Nhân dân Trung Hoa. Quận Nam Trường có diện tích 22 km², dân số cuối năm 2001 là 320.000 người. Quận này được chia thành 6 nhai đạo: Nam Thiền Tự, Nghênh Long Kiều, Thanh Danh Kiều, Kim Tinh, Kim Quỹ, Dương Danh. Tháng 10 năm 2015, Quốc vụ viện Trung Quốc phê chuẩn thiết lập khu Vô Tích trên cơ sở sáp nhập ba khu Sùng An, Nam Trường, Bắc Đường..